# Ryō Fukuda
Pour les articles homonymes, voir Fukuda.
Ryō Fukuda (福田 良, Fukuda Ryō), né le 26 juin 1979 à Fukuoka, est un pilote automobile japonais. Il a été champion de France de Formule 3 en 2001.

## Biographie
Ryō Fukuda arrive en France en 1995 et fait ses débuts en Formule Campus en 1996.
En décembre 2001, il rejoint l'écurie de Formule 1 British American Racing en tant que pilote d'essais et effectue ses premiers tours de roues avec la BAR 003 le 20 janvier 2002 sur le circuit de Valence,. 
En 2004, il participe aux World Series by Nissan puis, l'année suivante, aux World Series by Renault au sein de l'écurie Saulnier, où il a pour coéquipier Simon Pagenaud.

## Carrière
- 1991 : Karting
- 1992 : Karting
- 1993 : Karting
- 1994 : Karting
- 1995 : Karting
- 1996 : Formule Campus France (9e)
- 1997 : Formule Renault France (7e)
- 1998 : Formule Renault France (6e)
- 1999 : Formule 3 France (9e)
- 2000 : Formule 3 France (2e)
- 2001 : Formule 3 France (Champion)
- 2002 : Pilote-essayeur BAR-Honda en Formule 1
- 2003 : Formule Nippon (14e)
- 2004 : World Series by Nissan (15e)

## Palmarès
- Champion de France de Formule 3 en 2001.

## Résultats

### 24 Heures du Mans
| Année | Classe | N° | Pneus | Voiture                                    | Équipe       | Coéquipiers                      | Tours | Pos. | Class Pos. |
| ----- | ------ | -- | ----- | ------------------------------------------ | ------------ | -------------------------------- | ----- | ---- | ---------- |
| 2002  | GT     | 74 | P     | Ferrari 360 Modena GT Ferrari F133 3.6L V8 | Auto Palace  | Guillaume Gomez Laurent Cazenave | 119   | DNF  | DNF        |
| 2003  | LMP900 | 9  | Y     | Dome S101 Mugen MF408S 4.0L V8             | Kondo Racing | Masahiko Kondo Ukyo Katayama     | 322   | 13e  | 8e         |
| 2004  | LMP1   | 9  | Y     | Dome S101 Mugen MF408S 4.0L V8             | Kondo Racing | Hiroki Kato Ryo Michigami        | 206   | DNF  | DNF        |